# Bodzechów (gemeente)
De gemeente Bodzechów is een landgemeente in het Poolse woiwodschap Święty Krzyż, in powiat Ostrowiecki.
De zetel van de gemeente is in Ostrowiec Świętokrzyski.
Op 30 juni 2004 telde de gemeente 13 430 inwoners.

## Oppervlakte gegevens
In 2002 bedroeg de totale oppervlakte van gemeente Bodzechów 122,28 km², waarvan:
- agrarisch gebied: 63%
- bossen: 28%

De gemeente beslaat 19,84% van de totale oppervlakte van de powiat.

## Demografie
Stand op 30 juni 2004:
| Omschrijving                   | Totaal | Totaal | Vrouwen | Vrouwen | Mannen | Mannen |
| ------------------------------ | ------ | ------ | ------- | ------- | ------ | ------ |
| eenheid                        | aantal | %      | aantal  | %       | aantal | %      |
| inwoners                       | 13 430 | 100    | 6885    | 51,3    | 6545   | 48,7   |
| bevolkingsdichtheid (inw./km²) | 109,8  | 109,8  | 56,3    | 56,3    | 53,5   | 53,5   |

In 2002 bedroeg het gemiddelde inkomen per inwoner 1048 zł.

## Aangrenzende gemeenten
Bałtów, Ćmielów, Kunów, Ostrowiec Świętokrzyski, Sadowie, Sienno, Waśniów